# RRC Tournai
RRC Tournai (of languit Royal Racing Club Tournaisien) was een Belgische voetbalclub uit Doornik. De club fusioneerde in 2002 met US Tournai tot RFC Tournai; zijn laatste seizoen speelde het in Promotie, waar men 8ste eindigde. In 1956 kende de club zijn grootste succes: het binnenhalen van de Beker van België. De club speelde in geel-zwarte uitrusting, en droeg stamnummer 36.

## Geschiedenis
Racing Club Tournai werd opgericht in 1908 onder impuls van Félix Delannay en Georges Syoen, beiden studenten. In Doornik bestond al een voetbalclub die tot een eerder liberale en antiklerikale strekking hoorde, in Racing gingen jongeren spelen die van een eerder katholieke overtuiging waren. Deze kloof is decennialang blijven doorleven. Onder het voorzitterschap van Jean Dubus de Warnaffe, bekwam de club een terrein aan de Chaussée de Douai. Tot in 1910 speelde de club, met rood-witte kleuren, enkel lokale vriendenmatchen.
In 1911 speelde de club zijn eerste officiële competitie, in de derde divisie van Henegouwen, en met de nieuwe clubkleuren, geel en zwart. Men ging op een nieuw terrein spelen aan de Rue de la Culture. In 1912 behaalde men de titel in de reeks, waardoor men in de tweede Henegouwse divisie in 1913 de eerste derby kon spelen tegen Union.
Tijdens de Eerste Wereldoorlog lag de competitie vier jaar stil, na de oorlog was de infrastructuur vernield, en zocht men zijn toevlucht tot de Rue des Sorbiers.
In 1921 werd de coöperatieve vereniging Maison Des Sports opgericht, waarvan de sportieve hoofdsectie het voetbal was. Deze vereniging verwierf een gebouw in de Rue Roc Saint-Nicaise in 1922 en in 1923 het terrein van de Drève de Mairie.
In 1925 speelde de ploeg in bevordering, en dit gedurende veertien jaar. In 1939 behaalde men de promotie naar de eerste afdeling (de huidige tweede klasse) na een match tegen Laken. Door de mobilisatie van 1939 kwam de competitie echter op een laag pitje te staan tot 1941. In 1949 viel de club terug naar promotie. Sinds 1949 deed Racing een beroep op Lierenaar Louis Verstraeten, hij zou gedurende 11 jaar Racing naar zijn gloriemomenten leiden. Onder zijn leiding werd de club in 1952 kampioen in zijn reeks, tegelijk behaalde de club ook de Breitling-trofee, die werd uitgedeeld aan de club die in de nationale competities het beste doelsaldo behaalde. Racing maakte 81 goals en kreeg er slechts 25 tegen. In 1955 promoveert de club uiteindelijk naar tweede klasse. Het daaropvolgende jaar zou het hoogtepunt worden uit de geschiedenis van de club. Op 10 juni 1956 won men met een 2-1 zege tegen CS Verviers de Beker van België, gevolgd door een triomfantelijke terugkeer naar de stad. In 1956 werd ook de A.S.B.L. Racing de Tournai opgericht om de talrijke legale verplichtingen, die het beheer van een club met zich meebrengen, na te komen. In 1958 werd Racing tweede, na Beringen FC, en bereikte men de top van het Belgisch voetbal, de Eerste klasse. Dat jaar won de club ook voor de eerste keer de Pappaert-beker, na een reeks van 15 matchen zonder nederlaag. Dit alles gebeurde in het jaar waarin de club 50 jaar werd.
In 1959 begon echter weer de neergang, en zakte men terug naar tweede klasse, in 1962 zakte men naar derde. In 1967 speelde men daar weer kampioen en kreeg de club ook een tweede keer de Pappaert-trofee na 20 matchen zonder nederlaag. Maar weer ging het niet goed met de club, in 1970 degradeerde men naar derde, in 1976 naar bevordering. In 1979, nadat men op de voorlaatste speeldag 1-2 ging winnen bij stadsgenoot Union, won men de bevorderingsreeks met 2 puntjes voorsprong op Union, en kon men terug naar derde. De ploeg bleef echter steken tussen derde en vierde klasse, en zakte in 1986 opnieuw naar promotie. Ditmaalde duurde het tot 1996.
In 2001-02 ten slotte trad men nog één laatste seizoen aan in vierde klasse, alvorens men met een fusie opging in stadsgenoot Union in mei 2002.

## Palmares
Beker van België
1956
Kleinere trofeeën:
Trofee Jules Pappaert
1958, 1967
Breitling-beker
1952

## Resultaten
| Seizoen | Klasse | Klasse | Klasse | Klasse | Reeks                                     | Punten                                    | Opmerkingen |                                           |
|         | I      | II     | II     |        |                                           |                                           | |                                           |
| ------- | ------ | ------ | ------ | ------ | ----------------------------------------- | ----------------------------------------- | --- | ----------------------------------------- |
| 1926/27 |        |        | 8      |        | Bevordering A                             | 26                                        | |                                           |
| 1927/28 |        |        | 11     |        | Bevordering A                             | 18                                        | |                                           |
| 1928/29 |        |        | 6      |        | Bevordering A                             | 29                                        | |                                           |
| 1929/30 |        |        | 9      |        | Bevordering A                             | 23                                        | |                                           |
| 1930/31 |        |        | 9      |        | Bevordering A                             | 22                                        | |                                           |
| 1931/32 |        |        | 4      |        | Bevordering A                             | 30                                        | |                                           |
| 1932/33 |        |        | 4      |        | Bevordering A                             | 29                                        | |                                           |
| 1933/34 |        |        | 7      |        | Bevordering A                             | 27                                        | |                                           |
| 1933/34 |        |        | 9      |        | Bevordering A                             | 25                                        | |                                           |
| 1934/35 |        |        | 9      |        | Bevordering A                             | 25                                        | |                                           |
| 1935/36 |        |        | 7      |        | Bevordering D                             | 28                                        | |                                           |
| 1936/37 |        |        | 4      |        | Bevordering D                             | 32                                        | |                                           |
| 1937/38 |        |        | 7      |        | Bevordering D                             | 26                                        | |                                           |
| 1938/39 |        |        | 1      |        | Bevordering C                             | 40                                        | |                                           |
| 1939/40 |        |        |        |        |                                           |                                           | Geen competitie door Wereldoorlog II                                                                                |                                           |
| 1940/41 |        |        |        |        |                                           |                                           | Geen competitie door Wereldoorlog II                                                                                |                                           |
| 1941/42 |        | 11     |        |        | Eerste Afdeling B                         | 18                                        | |                                           |
| 1942/43 |        | 11     |        |        | Eerste Afdeling B                         | 20                                        | |                                           |
| 1943/44 |        | 7      |        |        | Eerste Afdeling A                         | 33                                        | |                                           |
| 1944/45 |        |        |        |        |                                           |                                           | Geen competitie door Wereldoorlog II                                                                                |                                           |
| 1945/46 |        | 12     |        |        | Eerste Afdeling A                         | 28                                        | |                                           |
| 1946/47 |        | 9      |        |        | Eerste Afdeling B                         | 31                                        | |                                           |
| 1947/48 |        | 13     |        |        | Eerste Afdeling A                         | 25                                        | |                                           |
| 1948/49 |        | 16     |        |        | Eerste Afdeling B                         | 12                                        | |                                           |
| 1949/50 |        |        | 11     |        | Bevordering A                             | 28                                        | |                                           |
| 1950/51 |        |        | 2      |        | Bevordering B                             | 44                                        | |                                           |
| 1951/52 |        |        | 1      |        | Bevordering B                             | 46                                        | Ondanks dat RRC Tournai kampioen werd, mocht men niet promoveren omwille van de competitiehervorming                |                                           |
|         | I      | II     | III    | IV     | Vanaf 1952/53 zijn er 4 nationale niveaus | Vanaf 1952/53 zijn er 4 nationale niveaus | Vanaf 1952/53 zijn er 4 nationale niveaus                                                                           | Vanaf 1952/53 zijn er 4 nationale niveaus |
| 1952/53 |        |        | 5      |        | Derde Klasse B                            | 32                                        | |                                           |
| 1953/54 |        |        | 3      |        | Derde Klasse A                            | 38                                        | |                                           |
| 1954/55 |        |        | 1      |        | Derde Klasse B                            | 42                                        | |                                           |
| 1955/56 |        | 9      |        |        | Tweede Klasse                             | 29                                        | |                                           |
| 1956/57 |        | 4      |        |        | Tweede Klasse                             | 36                                        | |                                           |
| 1957/58 |        | 2      |        |        | Tweede Klasse                             | 42                                        | |                                           |
| 1958/59 | 15     |        |        |        | Eerste Klasse                             | 17                                        | |                                           |
| 1959/60 |        | 14     |        |        | Tweede Klasse                             | 23                                        | RRC Tournai eindigde gedeeld voorlaatste met Racing Mechelen. De barragewedstrijd voor behoud werd gewonnen met 3-1 |                                           |
| 1960/61 |        | 12     |        |        | Tweede Klasse                             | 25                                        | |                                           |
| 1961/62 |        | 16     |        |        | Tweede Klasse                             | 16                                        | |                                           |
| 1962/63 |        |        | 9      |        | Derde Klasse A                            | 26                                        | |                                           |
| 1963/64 |        |        | 10     |        | Derde Klasse B                            | 29                                        | |                                           |
| 1964/65 |        |        | 7      |        | Derde Klasse A                            | 31                                        | |                                           |
| 1965/66 |        |        | 3      |        | Derde Klasse B                            | 39                                        | |                                           |
| 1966/67 |        |        | 1      |        | Derde Klasse A                            | 45                                        | |                                           |
| 1967/68 |        | 14     |        |        | Tweede Klasse                             | 22                                        | |                                           |
| 1968/69 |        | 11     |        |        | Tweede Klasse                             | 27                                        | |                                           |
| 1969/70 |        | 16     |        |        | Tweede Klasse                             | 7                                         | |                                           |
| 1970/71 |        |        | 5      |        | Derde Klasse B                            | 32                                        | |                                           |
| 1971/72 |        |        | 8      |        | Derde Klasse A                            | 31                                        | |                                           |
| 1972/73 |        |        | 9      |        | Derde Klasse B                            | 29                                        | |                                           |
| 1973/74 |        |        | 14     |        | Derde Klasse B                            | 22                                        | |                                           |
| 1974/75 |        |        | 10     |        | Derde Klasse A                            | 27                                        | |                                           |
| 1975/76 |        |        | 16     |        | Derde Klasse A                            | 22                                        | |                                           |
| 1976/77 |        |        |        | 4      | Vierde Klasse A                           | 39                                        | |                                           |
| 1977/78 |        |        |        | 3      | Vierde Klasse C                           | 39                                        | |                                           |
| 1978/79 |        |        |        | 1      | Vierde Klasse B                           | 47                                        | |                                           |
| 1979/80 |        |        | 11     |        | Derde Klasse A                            | 28                                        | |                                           |
| 1980/81 |        |        | 4      |        | Derde Klasse A                            | 36                                        | |                                           |
| 1981/82 |        |        | 5      |        | Derde Klasse A                            | 35                                        | |                                           |
| 1982/83 |        |        | 4      |        | Derde Klasse A                            | 34                                        | |                                           |
| 1983/84 |        |        | 5      |        | Derde Klasse A                            | 34                                        | |                                           |
| 1984/85 |        |        | 11     |        | Derde Klasse A                            | 27                                        | |                                           |
| 1985/86 |        |        | 15     |        | Derde Klasse A                            | 16                                        | |                                           |
| 1986/87 |        |        |        | 11     | Vierde Klasse A                           | 25                                        | |                                           |
| 1987/88 |        |        |        | 5      | Vierde Klasse A                           | 37                                        | |                                           |
| 1988/89 |        |        |        | 5      | Vierde Klasse A                           | 31                                        | |                                           |
| 1989/90 |        |        |        | 12     | Vierde Klasse A                           | 28                                        | |                                           |
| 1990/91 |        |        |        | 6      | Vierde Klasse C                           | 33                                        | |                                           |
| 1991/92 |        |        |        | 13     | Vierde Klasse A                           | 24                                        | |                                           |
| 1992/93 |        |        |        | 2      | Vierde Klasse A                           | 39                                        | |                                           |
| 1993/94 |        |        |        | 5      | Vierde Klasse A                           | 34                                        | |                                           |
| 1994/95 |        |        |        | 2      | Vierde Klasse A                           | 42                                        | Verlies (0-0; 6-7 penalty's) in eindronde voor promotie tegen KFC Eendracht Zele                                    |                                           |
| 1995/96 |        |        |        | 1      | Vierde Klasse A                           | 58                                        | |                                           |
| 1996/97 |        |        | 10     |        | Derde Klasse A                            | 38                                        | |                                           |
| 1997/98 |        |        | 9      |        | Derde Klasse A                            | 41                                        | |                                           |
| 1998/99 |        |        | 14     |        | Derde Klasse A                            | 36                                        | |                                           |
| 1999/00 |        |        | 13     |        | Derde Klasse A                            | 37                                        | |                                           |
| 2000/01 |        |        | 5      |        | Derde Klasse A                            | 46                                        | Degradatie omwille van faillissement                                                                                |                                           |
| 2001/02 |        |        |        | 8      | Vierde Klasse A                           | 44                                        | |                                           |